# Candice Prévost
Candice Prévost (Évreux, 24 giugno 1983) è un'opinionista ed ex calciatrice francese, di ruolo attaccante.

## Palmarès

### Club
- Coppa di Francia: 1

Paris Saint-Germain: 2009-2010